# Cryptinae
Cryptinae ist eine der größten Unterfamilie der Schlupfwespen. Sie ist weltweit verbreitet und es sind etwa 3.100 Arten in 275 Gattungen beschrieben. Insbesondere in den Tropen gibt es noch viele unbeschriebene Arten und Gattungen. In Deutschland gibt es mehr als 215 Arten der Cryptinae.
Sie besteht aus zwei Tribus, eine dritte Tribus wurde vor einigen Jahren ausgegliedert und als eigene Unterfamilie, Phygadeuontinae klassifiziert. Die Cryptinae wurden teilweise auch Gelinae oder Phygadeuontinae genannt.

## Morphologie
Die Cryptinae sind kleine bis mittelgroße Schlupfwespen, die meistens geflügelt sind (Vorderflügel 2 – 27 mm lang), es gibt auch ungeflügelte Arten. Cryptinae haben einen deutlichen Legebohrer, der kurz oder lang sein kann. Im Vorderflügel ist eine mehr oder weniger fünf-eckige Zelle. Sie sind oft schwarz, rötlich oder braun gefärbt, in den Tropen können sie auch relativ bunt und groß sein. Cryptinae haben ein rundes Gesicht mit einem konvexen Clypeus. Am Thorax ist seitlich eine deutliche waagrechte Linie am Mesopleuron (mittlerer Teil der Thoraxseite), der Sternaulus.  Das Abdomen ist abgeflacht, das erste Segment ist basal schmal und weitet sich dann. Bei den meisten Männchen finden sich an einigen mittleren Antennengliedern Tyloiden (längliche, erhabene Sinnesfelder).
Der Legebohrer ist bei denjenigen Arten, die ihre Eier in freilebende Wirtslarven legen, nur kurz, während andere Arten, deren Wirte in Holz, Stängeln oder in Erdnestern leben oft auffällig lange Legebohrer haben.
Eine klare Diagnose ist auf Grund der Vielzahl der Arten und der vielen Homoplasien der Merkmale nur schwer möglich.  Sie sind sehr ähnlich wie die Ichneumoninae. Wegen der großen Anzahl von nah verwandten Arten ist die Bestimmung der einzelnen Arten meist nur für Spezialisten möglich.

## Lebensweise
Alle Cryptinae sind Parasitoide, deren Wirte meist Puppen oder Vorpuppen (reife Larven) von holometabolen Insekten sind. Sehr häufig werden Schmetterlinge parasitiert, aber auch andere Hymenopteren, Käfer und Dipteren. Auch kokonähnliche Eisäcke von Spinnen und Ei-Nester von Pseudoskorpionen können zur Entwicklung der Cryptinae dienen. Das Wirtsspektrum ist außerordentlich vielfältig, aber die einzelnen Arten sind oft sehr wirtsspezifisch. Einige Arten sind endoparasitisch. Eine Art von Apsilops wurde aus Kokons des halbaquatischen Schmetterlings Nymphula (Pyralidae) gezüchtet.

## Systematik

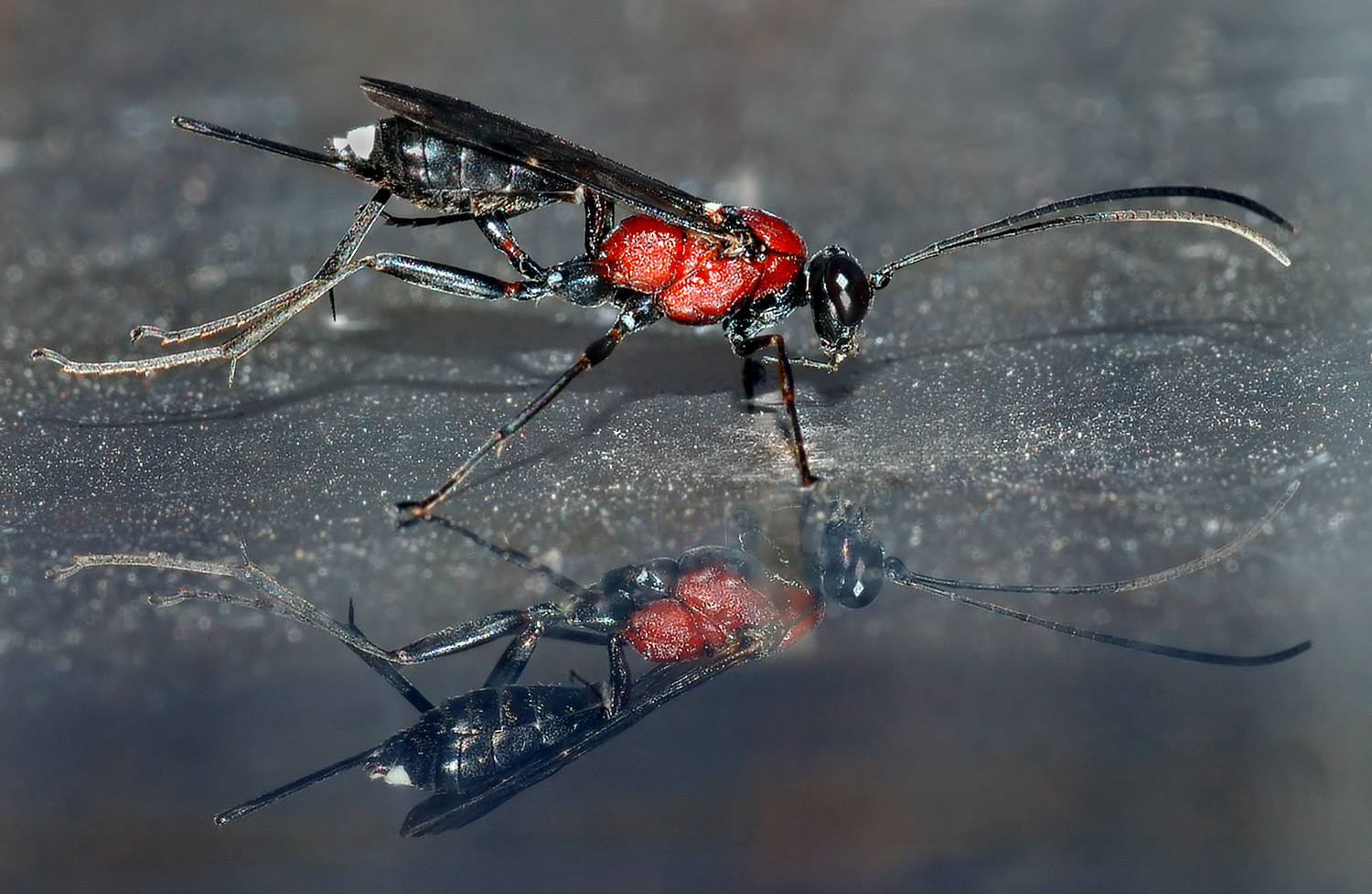
Hoplocryptus bellosus

Die systematisch-phylogenetische Stellung der Cryptinae innerhalb der Ichneumonidae ist nicht klar. Jedenfalls sind die beiden großen Unterfamilien Ichneumoninae und Cryptinae nahe verwandt, sie werden (mit anderen Gruppen) in eine informelle Gruppe „Ichneumoniformes“ gestellt.
Die Cryptinae wurden klassisch in drei Tribus unterteilt, die Cryptini (= Mesostenini) mit 250 Gattungen, die Gelini (= Phygadeuontini)  und die Hemigasterini (= Hemigastrini) mit 26 Gattungen. Alle drei Triben sind weltweit verbreitet, die Hemigasterini haben ihren Schwerpunkt in der Holarktis, die Cryptini sind vor allem in den Tropen mit vielen Arten und Individuen verbreitet und haben dort auch viele große, bunte Arten.
Heute wird nach Santos die Unterfamilie in nur zwei Triben gegliedert, die Aptesini mit 24 Gattungen und die Cryptini mit 250 Gattungen. Die die bisherigen Gelini sind als eigene Unterfamilie anzusehen, die Phygadeuontinae. Ebenso wurden die Ateleutinae, welche bisher ebenso zu den Cryptinae gezählt wurden, zu einer eigenen Unterfamilie.
Nach Sawoniewicz (und anderen Autoren) enthält die Tribus Aptesini 19 Gattungen (aber ohne die Gattung Hemigaster), sie ist also im Wesentlichen synonym mit Hemigasterini.

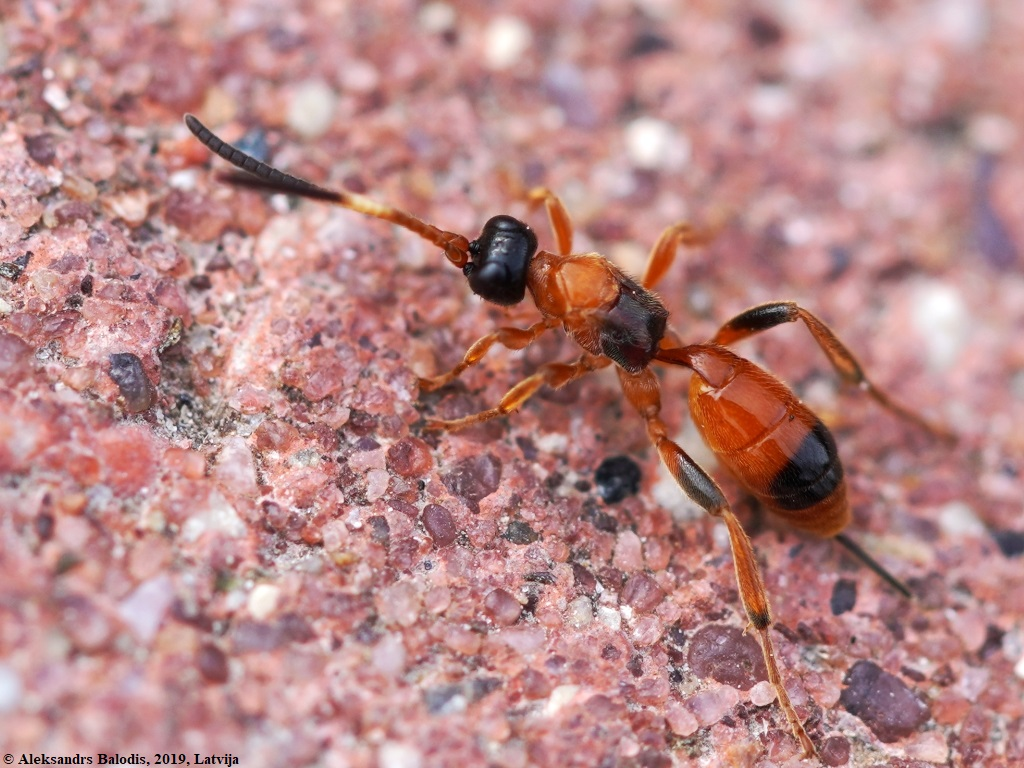
Aptesis nigrocincta

Die Einteilung der Cryptini in Subtriben ist nicht einheitlich. Die traditionelle Gliederung nach Townes wurde von vielen Autoren übernommen, auch wenn sie oft nicht auf phylogenetischer Basis besteht. Sie wird aber nicht durch neuere Untersuchungen bestätigt.

## Einheimische Triben und Gattungen
Im Folgenden sind einheimische Gattungen nach der Systematik von Horstmann aufgelistet (nach, auch Wirtsangaben, nicht vollständig).
- Cryptini (= Mesostenini); Tribus mit den meisten einheimischen Arten, die Schlupfwespen suchen ihre Wirte i. d. R. in der Vegetation. Die meisten Arten entwickeln sich in Schmetterlingskokons, teils auch in Pflanzenwespen-Kokons.[3]
  - Agrothereutes (entwickeln sich in Pflanzenwespen- und Schmetterlingskokons, siehe z. B. A. abbreviatus, A. leucorhaeus)
  - Aritranis (leben von erwachsenen Bienenlarven, verzehren mehrere Larven in nebeneinander liegenden Zellen)[13]
  - Buathra
  - Cryptus (entwickeln sich in Schmetterlingskokons, siehe z. B. C. viduatorius)
  - Enclisis (entwickeln sich in Käferlarven, die in Holz bohren oder in Hymenopterenlarven)[14]
  - Demopheles (suchen Kokon von solitäten Stechimmen in faulem Holz oder in Gängen von xylophagen Insekten)[10]
  - Gambrus (entwickeln sich in Pflanzenwespen-Kokons)
  - Hidryta (entwickeln sich in Spinneneikokons)
  - Hoplocryptus (entwickeln sich in Bienen- oder Wespennestern), 32 Arten, davon 14 in der West-Paläarktis.[15]
  - Idiolispa (entwickeln sich in Spinneneikokons)
  - Ischnus (entwickeln sich in Schmetterlingskokons)
  - Latibulus (entwickeln sich in Bienen- oder Wespennestern, siehe z. B. L. argiolus)
  - Mesostenus (entwickeln sich in Schmetterlingskokons)
  - Myrmeleonostenus (ist auf Kokons von Ameisenlöwen spezialisiert)
  - Nematopodius (parasitieren aculeate Hymenopteren, siehe z. B. N. debilis)
  - Nippocryptus (entwickeln sich in Schmetterlingskokons, siehe z. B. N. vittatorius)
  - Stenarella (parasitieren aculeate Hymenopteren; Paläarktis, Orientalis, Afrotropis, siehe z. B. S. domator)
  - Trychosis (entwickeln sich in Spinneneikokons, siehe z. B. T. neglecta)
  - Xylophrurus (entwickeln sich in Stängelnestern von Grabwespen und Bienen sowie in Präpuppen und Puppen holzbohrender Käfer, siehe z. B. X. augustus, X. coraebi, X. lancifer)
- Hemigasterini (= Aptesini = Echthrini = Hemigastrini); Die adulten Schlupfwespen besuchen oft Blüten um Nektar und Pollen aufzunehmen. Wirtsuche findet bei den meisten Arten am Boden und in Borken statt. Viele Arten parasitieren an Pflanzenwespen.[10]
  - Aptesis (entwickeln sich in Pflanzenwespen-Kokons, einzelne Arten entwickeln sich im letzten Larvenstadium von Schmetterlingen[10])
  - Cubocephalus (entwickeln sich in Pflanzenwespen-Kokons in Pflanzengewebe)
  - Echthrus (parasitieren die Präpuppen und Puppen holzbohrender Käfer, siehe z. B. E. reluctator)
  - Giraudia (entwickeln sich in Pflanzenwespen-Kokons)
  - Hemiphanes Förster, 1869 (7 Arten, Paläarktis, Orientalis) war bisher bei den Orthocentrinae[16]
  - Oresbius (entwickeln sich in Pflanzenwespen-Kokons)
  - Pleolophus (entwickeln sich in Pflanzenwespen-Kokons in der Erde)
  - Polytribax (Parasitoide in Schmetterlingspuppen, die keinen Kokon haben. Ausnahmsweise auch Hyperparasitoide).[10]
  - Schenkia (Parasitoide in Schmetterlingspuppen)